# Авуэ
Авуэ, редко авуе́ (фр. un avoué) — во Франции до 2012 года член присяжной адвокатуры, поверенный (стряпчий, ходатай по делам), занимавшийся составлением судебных бумаг и предварительной частью гражданского процесса в апелляционных судах.
Подобно адвокатам, составляли при судах и под их надзором, особую корпорацию. Для управления делами корпорация избирала совет, именуемый «Chambre des Avoués».
Профессия авуэ была ниже адвокатской; авуэ не мог защищать дело (пледировать) перед судом, кроме самых крайних случаев — отсутствия адвокатов.
Согласно закону от 25 января 2011, реформировавшему систему представителей перед французским апелляционным судом, должность упразднена с 1 января 2012 года.

## Соответствия
Соответствовали английским атторнеям — поверенным по делам при судах общего права в Англии, подготовлявшим дела к слушанию, но не выступавшим публично пред судом.
Частично соответствовали российским ходатаям по делам, отличаясь тем, что:
- от авуэ требовалось юридическое образование;
- вступление в это звание одобрялось корпоративным советом (Chambre Nationale des Avoués).

## Вступление в должность
От авуэ требовалось следующее:
- диплом на степень бакалавра юридических наук;
- 5-летняя работа в конторе авуэ;
- одобрение корпоративным советом.